# Алон (Мен и Лоара)
Алон (фр. Allonnes) насеље је и општина у западној Француској у региону Лоара, у департману Мен и Лоара која припада префектури Сомир.
По подацима из 2011. године у општини је живело 2.984 становника, а густина насељености је износила 82,14 становника/km². Општина се простире на површини од 36,33 km². Налази се на средњој надморској висини од 27 метара (максималној 110 m, а минималној 23 m).

## Демографија
| 1962. | 1968. | 1975. | 1982. | 1990. | 1999. | 2011. |
| ----- | ----- | ----- | ----- | ----- | ----- | ----- |
| 2.185 | 2.253 | 2.302 | 2.490 | 2.498 | 2.558 | 2.984 |

График промене броја становника у току последњих година